# After the Fall (album de Keith Jarrett)
After the Fall est un album live de Keith Jarrett enregistré le 4 novembre 1998 à Newark, au New Jersey Performing Arts Center (en). Il est sorti le 2 mars 2018 sur le label ECM.

## À propos de l'album
Ce concert a été enregistré après deux ans d'arrêt du pianiste dû à un syndrome de fatigue chronique. Le titre, qui se traduit par « après la chute », est une référence à ce retour sur scène depuis le concert en solo donné en 1996 en Italie, paru sous le titre A Multitude of Angels (en) en 2016.
Le concert est enregistré avec le « standard trio » de Jarrett, avec Gary Peacock à la contrebasse et Jack DeJohnette à la batterie. Ce groupe a enregistré de nombreux disques, depuis Tales of Another (1977), publié sous le nom de Gary Peacock Trio. Dans la discographie du trio, le concert se situe chronologiquement entre Tokyo '96 (en) et Whisper Not (1999).
Dans les notes de pochette de l'album, Jarrett explique qu'il a choisi, pour ce retour sur scène, une salle située à côté de chez lui, sans être sûr de pouvoir tenir le coup. Le répertoire, largement composé de titre bebop, est choisi pour ne pas trop lui en demander. Jarrett dit qu'il a « été étonné d’entendre à quel point la musique passait ce soir-là. Pour [lui], ce n’est pas seulement un document historique, mais un concert vraiment génial. »

## Réception critique
L'album est largement salué par la critique.
Pour Raphaël Benoit (Citizen Jazz), After the Fall est un « double album déjà indispensable ». Pour Xavier Prévost (Les Dernières nouvelles du Jazz), « dans la profusion des disques du trio, celui-ci mérite vraiment le détour ». Guillaume Bourgault-Côté (Le Devoir) dit que l'album est « de bout en bout admirable ».
Pour Thom Jurek (AllMusic), il s'agit d'« un des meilleurs concerts du trio, […] aussi exaltant et palpitant aujourd'hui qu'il y a vingt ans ». Thomas Conrad (JazzTimes) salue l'album et note que le jeu de Jarrett est « plein d'intensité douce, de passion distillée », plus méditatif. Pour Karl Ackermann (allaboutjazz.com), After The Fall « rappelle comment et pourquoi le groupe a redéfini le piano trio. »
After the Fall est l'album jazz du mois pour The Guardian, et John Fordham dit que « le contenu ainsi que l'histoire de ce disque puissant le catapulte directement en très bonne position dans la discographie abondante du pianiste ».

## Pistes
| 1. | The Masquerade Is Over  | Herb Magidson, Allie Wrubel       | 15:49 |
| 2. | Scrapple from the Apple | Charlie Parker                    | 8:46  |
| 3. | Old Folks               | Dedette Lee Hill, Willard Robison | 9:23  |
| 4. | Autumn Leaves           | Joseph Kosma, Jacques Prévert     | 13:17 |

| 1. | Bouncin’ with Bud             | Bud Powell, Walter Fuller             | 10:01 |
| 2. | Doxy                          | Sonny Rollins                         | 8:47  |
| 3. | I'll See You Again            | Noël Coward                           | 7:48  |
| 4. | Late Lament                   | Paul Desmond                          | 4:58  |
| 5. | One for Majid                 | Pete La Roca                          | 6:47  |
| 6. | Santa Claus Is Coming to Town | Haven Gillespie, John Frederick Coots | 7:47  |
| 7. | Moment's Notice               | John Coltrane                         | 6:41  |
| 8. | When I Fall in Love           | Edward Heyman, Victor Young           | 5:35  |

## Musiciens
- Keith Jarrett, piano
- Gary Peacock, contrebasse
- Jack DeJohnette, batterie